# ديفيد إف. إيفانز
ديفيد إف. إيفانز (بالإنجليزية: David F. Evans) هو قسيس ومحامي أمريكي، ولد في 11 أغسطس 1951.